# Korang Kaftar
Korang Kaftar (persiska: كرنگ كفتر) är en ort i Iran.   Den ligger i provinsen Golestan, i den norra delen av landet, 400 km öster om huvudstaden Teheran. Korang Kaftar ligger 318 meter över havet och antalet invånare är 691.
Terrängen runt Korang Kaftar är kuperad västerut, men österut är den bergig. Runt Korang Kaftar är det ganska glesbefolkat, med 48 invånare per kvadratkilometer. Närmaste större samhälle är Kalāleh, 12,2 km väster om Korang Kaftar. I omgivningarna runt Korang Kaftar växer i huvudsak blandskog.